# Kopfsache
Kopfsache ist die erste kurze Filmkomödie von Doron Wisotzky, dem späteren Hauptautor von Matthias Schweighöfers Erfolgskomödien What a Man und Schlussmacher, entstanden im Jahr 2005 an der Hochschule für Fernsehen und Film München.

## Handlung
Für Autor Merdan läuft es im Moment nicht so, der Produzent sitzt ihm im Nacken, jedoch will ihm trotz des Einsatzes esoterischer Hilfsmittel keine zündende Idee für die dringend erwartete erste Drehbuchfassung einfallen. Das ändert sich, als ihm seine Wohnzimmerlampe fast auf den Kopf fällt. Manchmal fallen gute Ideen eben doch vom Himmel.

## Weiteres
Der 9-minütige Spielfilm erhielt eine Anzahl von Preisen und war ein Publikumsliebling auf zahlreichen Festivals. Er wurde auch Vorfilm im KinoSommer Hessen 2006 und erreichte damit auch außerhalb des Festivalkinos ein größeres Publikum.

## Festivals
- KFF Internationales Festival Berlin 2006
- Tirana International Film Festival 2006
- Internationales Filmfestival Maribor Slowenien 2006
- Nonstop Kurzfilmfestival Nürnberg 2006
- Kurzfilmfest Düsseldorf 2006
- Biberacher Filmfest 2006
- Internationales Kurzfilmfest TOFFI Toruń Polen 2006
- Straubinger Kurzfilmfest SIN 2006
- Diessener Kurzfilmfestival 2006
- Contravision Filmfest Berlin 2006
- Raumwandler Strandkinofestival München 2006
- Slam Movie Night St. Gallen
- Europäisches Studentenfilmfest Vilnius Litauen 2006
- Shnit Kurzfilmfestival Bern 2006
- Halbbilder Kurzfilmfestival Magdeburg 2006
- Bunter Hund Kurzfilmfestival München 2006
- Burning Wolfsberg Festival 2006
- FilmFest Eberswalde 2006
- EmS Festival Viersen 2006
- Internationales Kurzfilmfest Film Lichter 2006 Detmold
- Landungsbrücken Kurzfilmfestival Frankfurt 2006
- Open Eyes Kurzfilmfestival Marburg 2006
- CrankCookie Kurzfilmtage Passau 2006
- Cellu lart Jenaer Kurzfilmfest 2006
- Thalmässinger Kurzfilmtage 2006
- Sehsüchte - internationales Studentenfilmfestival Potsdam 2006
- Wiesbadener Werkstatt für junge Filmer  Caligari Highlights Programm 2006
- Landshuter Kurzfilmfestival 2006

## Auszeichnungen
- Publikumspreis Landshuter Kurzfilmfestival
- Publikumspreis Filmfest Helmstedt
- Lobende Erwähnung – Jurypreis Festival Villingen/Schwenningen